# Собака на сіні (фільм)
«Соба́ка на сіні» (рос. «Соба́ка на се́не») — російський радянський двосерійний кольоровий музичний художній фільм, створений на Кіностудії «Ленфільм» в 1977 році режисером Яном Фрідом за однойменною комедією Лопе де Вега (переклад Михайла Лозинського). Фільм створено на замовлення Державного Комітету Ради Міністрів СРСР з телебачення та радіомовлення.
Прем'єра телефільму в СРСР відбулася 1 січня 1978 року.

## Сюжет
Теодоро, секретар графині Діани де Бельфлор, закоханий у покоївку Марселу. Спостерігаючи за розвитком їхнього роману, пані несподівано відчуває, як у ній зароджуються ревнощі. Чи може любов народитися від ревнощів? Але умовності і тягар забобонів мають сильну владу над незалежною і свавільною Діаною.
Вона, кепкує зі своїх титулованих женихів, і не може дозволити собі освідчитися в коханні безрідному слузі. У Теодоро немає вибору — йому потрібно їхати шукати щастя в інших краях і покинути дім Діани, хоча душі закоханих належать одне одному. Тоді на допомогу приходить його слуга Трістан, лукавий і дотепний пройдисвіт. І Теодоро раптово і несподівано стає знатним вельможею і дворянином. Рід його не менш старовинний і багатий ніж рід Діани …

## Ролі виконують
- Маргарита Терехова — Діана, графиня де Бельфлор (виконавиця пісень Олена Дріацька)
- Михайло Боярський — Теодоро
- Армен Джигарханян — Трістан (роль озвучив Ігор Єфімов, куплети товаришів по чарці виконував Михайло Боярський, куплети і поради Трістана — сам Армен Джигарханян)
- Олена Проклова — Марсела (виконавиця пісень Олена Дріацька)
- Зінаїда Шарко — Анарда
- Віктор Ільїчов — Фабьо
- Ігор Дмітрієв — граф Федеріко (виконавець пісень Михайло Боярський[1])
- Микола Караченцов — маркіз Рікардо
- Ернст Романов — граф Лудовіко
- Федір Нікітін — Оттавйо, мажордом Діани (роль озвучив Олександр Дем'яненко)

## В епізодах
- Гелена Івлієва — Доротея
- Костянтин Іванов-Зорін — Каміло, слуга графа Лудовіко
- Олексій Кожевніков — Леонідо, слуга графа Федеріко
- Василь Леонов — Сельйо, слуга маркіза Рікардо
- В. Михайлов, Роман Фурман

## Знімальна група
- Автор сценарію і режисер-постановник — Ян Фрід
- Головний оператор — Євген Шапіро
- Композитор — Геннадій Гладков
- Звукооператор — Геннадій Корховой
- Головний художник — Семен Малкін
- Художник по костюмах — Тетяна Острогорська
- Режисери — Володимир Перов, Ернест Ясан
- Оператори — В. Марков, А. Карелін
- Монтаж — Стери Горакової
- Редактор — Х. Елкен
- Балетмейстер — Святослав Кузнецов
- Тексти пісень — Михайла Донського
- Консультанти — З. Плавскін, К. Куракіна, Кирило Чернозьомов
- Грим — Василь Горюнов, Т. Воробйової, І. Грошевої
- Асистенти:
  - режисера — Н. Шевельова
  - оператора — Д. Манучарян
  - художника — Р. Варшавська
- Художник-декоратор — Тамара Полянська
- Світло — Н. Лебедєв
- Адміністративна група — С. Лебединов, Д. Смірнов, К. Варшавський
- Оркестр Ленінградського Академічного Малого театру опери і балету
  - Диригент — Юрій Богданов
- Директор картини — Григорій Прусовський
- Фільм знято на плівку виробничого об'єднання «Свема»

## Цікаві факти
- Спочатку на роль Теодоро пробувалися Олег Янковський та Олег Даль, а Михайло Боярський мав грати маркіза Рікардо, яку в підсумку зіграв Микола Караченцов.[1]
- В сцені, де Діана б'є віялом Теодоро так, що у того з носа йде кров, кров — справжня. Терехова вдарила Боярського (який сам попросив зробити сцену натуральнішою) з такою силою, що у нього дійсно пішла кров[2]
- Натурні зйомки фільму робили в Криму в Лівадійському палаці та парку[3]
- У фільмі «Собака на сіні» Микола Караченцов вперше заспівав з екрана («Вінець творіння, о неперевершена Діано …»)[4]
- Камзол невдалого нареченого (Микола Караченцов) з'являється на Атосі (Веніамін Смєхов) у фільмі «Д'Артаньян і три мушкетери»[5]